# العبودية التعاقدية في الأمريكتين

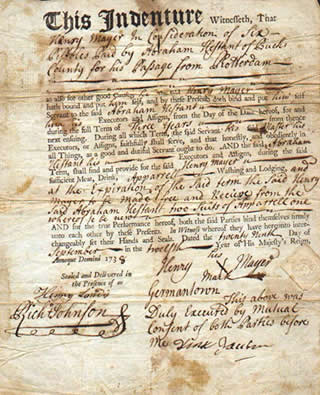
عقد العبودية التعاقدية لهنري ماير في بنسلفانيا (1738) – مثال على نظام العبودية التعاقدية في الأمريكتين

العبودية التعاقدية في الولايات المتحدة وسيلة لجأ إليها المهاجرون، عادة من الشباب الأوروبيين تحت الخامسة والعشرين، الذين قدموا إلى الأمريكتين في الفترة الممتدة بين أوائل القرن السابع عشر وأوائل القرن العشرين. ومن خلالها يتعاقد المهاجرون مع أرباب العمل ليعملوا عندهم فترةً محددة. عادة بين سنة وسبع سنوات، مقابل دفع رب العمل تكاليف انتقال المهاجر إلى الأمريكتين. يقدم رب العمل لعماله المتعاقدين كفاف العيش، لكنه لا يدفع أجور العمل الذي يقومون به. يمكن لصاحب العمل أن يفرض قيودًا على بعض نشاطات عماله كالزواج، ويمكنه أن يبيع العامل المتعاقد أو ينقل العقد إلى أرباب العمل الآخرين. ويمكنه أن يطلب الجزاء القانوني للعامل المتعاقد كالسجين في حال هروبه. عند انتهاء فترة العقد يمكن للعامل المتعاقد أن يمضي حرًا في طريقه أو أن يستمر في العمل بصورة مأجورة. يتلقى العمال المحررون حديثًا في بعض الأحيان أشياء قيمة كملابس جديدة أو قطعة أرض.
يُجمِع الاقتصاديون والمؤرخون الاقتصاديون على وجهة النظر التي ترى أن سبب شيوع العبودية التعاقدية في المستعمرات الثلاثة عشرة في القرن السابع عشر هو الحاجة الكبيرة للعمال هناك، إضافة إلى فائض العمالة في أوروبا وارتفاع تكاليف السفر عبر المحيط الأطلسي بما يفوق قدرة العمال الأوروبيين. بين ثلاثينيات القرن السابع عشر وقيام الثورة الأمريكية، وصل نحو نصف إلى ثلثي المهاجرين البيض إلى المستعمرات الثلاثة عشرة من خلال العبودية التعاقدية. ذهب نصف مليون أوروبي معظمهم من الشبان صغار العمر إلى منطقة الكاريبي من خلال العبودية التعاقدية للعمل في المزارع. كانت معظم هذه التعاقدات طوعية لكن بعض الناس خدعوا أو جبروا على القدوم. «إسار الدين» هو نظام مشابه للعبودية التعاقدية، استُخدم أيضًا في جنوب نيو إنغلاند ولونغ آيلاند للسيطرة على الأمريكيين الأصليين ودمجهم في الفترة بين الأعوام الأولى من القرن السابع عشر وصولًا إلى الثورة الأمريكية.
استمرت العبودية التعاقدية في أمريكا الشمالية حتى أوائل القرن العشرين، ولكن عدد العبيد المتعاقدين انحدر عبر الزمن. لا يتفق الخبراء على سبب ذلك الانخفاض، وتشمل العوامل المحتملة في المستعمرات الأمريكية: التغيرات في سوق العمل والنظام القانوني الذي جعل توظيف العمال العبيد الأفارقة أو الأحرار المأجورين أرخص وأقل مخاطرة. أو جعل العبودية التعاقدية أمرًا غير قانوني وأصبحت تكاليف السفر إلى أمريكا الشمالية أكثر يسرًا، فقل اعتماد المهاجرين على العبودية التعاقدية كوسيلة للسفر، إضافة إلى تأثير الثورة الأمريكية خاصة على الهجرة من بريطانيا. وفي منطقة الكاريبي انحدر عدد الخدم المتعاقدين من أوروبا في القرن السابع عشر عندما بات الأوروبيون واعين لقسوة أصحاب المزارع وارتفاع معدل الوفاة بين الخدم خاصة بسبب الأمراض المدارية. بعد أن أنهت الإمبراطورية البريطانية العبودية في عام 1833 لجأ أصحاب المزارع إلى العبودية التعاقدية لاستقدام العمال الذين كان أغلبهم من الهند، إلى أن أنهت الحكومة البريطانية هذه الممارسة في عام 1917.

## أمريكا الشمالية
قدمَ مابين نصف إلى ثلثي المهاجرين الأوروبيين إلى المستعمرات الثلاثة عشرة من خلال العبودية التعاقدية في الفترة الممتدة بين ثلاثينيات القرن السابع عشر وقيام الثورة الأمريكية. كانت هذه الممارسة شائعة بما يكفي لدرجة أن قانون المثول عام 1679 منع السجن الخارجي جزئيًا وسن أحكامًا لهؤلاء الذين لديهم عقود نقل قائمة وأولئك الذين «يُصلّون لينقلوا» بدلًا من بقائهم في السجن عند إدانتهم.
بأية حال، نصف عدد الأوروبيين المهاجرين إلى المستعمرات الثلاثة عشرة كانوا خدمًا متعاقدين في فترة ما، لكن المتعاقدين الفعليين أقل من العمال غير المتعاقدين وأقل من العمال الذين انتهت مدة تعاقدهم. لذلك كان العمال المأجورون الأحرار الشكل الأكثر شيوعًا لعمالة الأوروبيين في المستعمرات.
كانت أعداد الخدم المتعاقدين هامة في المنطقة الممتدة من فيرجينيا شمالًا إلى نيوجرسي. بينما وُجدت أعداد أقل بكثير في المستعمرات الأخرى. العدد الكلي للمهاجرين الأوروبيين إلى المستعمرات الثلاثة عشرة كلها كان 500 إلى 550 ألفًا قبل عام 1775. وكان 55 ألفًا منهم سجناء جبريين. من بين ما يقارب450 ألفًا من الأوروبيين القادمين طوعًا، يقدر توملينز أن 48% كانوا متعاقدين، نحو75 % منهم تحت عمر 25 سنة، وكان سن الرشد للرجال 24 عامًا. جاء العمال فوق 24 سنة بعقود لمدة 3 سنوات. يقول غاري ناش حول الأطفال الذين قدموا: «إن الكثير من الخدم كانوا أبناء أخوات أو أخوة أو عمومة أو أصدقاء المهاجرين الإنكليز الذين سبق أن دفعوا ثمن قدومهم إلى أمريكا في الخدمة».
وجد المزارعون والتجار وأصحاب المتاجر في المستعمرات البريطانية أنه من الصعب جدًا تعيين عمال أحرار، فمن السهل على هؤلاء أن ينشئوا مزارعهم الخاصة. وكان الحل الشائع نقل عامل شاب من بريطانيا أو ولاية ألمانية، على أن يعمل هذا الشاب عدة سنوات ليسدد دين نقله. خلال فترة العبودية التعاقدية لا يدفع للخدم المتعاقدين أجور العمل ولكن يقدم لهم الطعام والسكن والثياب والتدريب. يحدد سند التعاقد عدد السنوات التي سيقضيها العامل في الخدمة والتي سيكون حرًّا بعد انقضائها. تراوحت مدة التعاقد بين سنة إلى سبع سنوات، وكانت عادةً أربع أو خمس سنوات.
في جنوب نيو إنغلاند، تطور شكل أخر من أشكال العبودية التعاقدية وسيطر على عمل الأمريكيين الأصليين من خلال نظام استغلال الديون «إسار الدين» في أواخر القرن السابع عشر واستمر حتى قيام الثورة الأمريكية.
لم يأت كل العمال الأوروبيين بإرادتهم. سُجلت الكثير من حالات الاختطاف والنقل إلى الأمريكتين، عوملت هذه الحالات في أغلب الوقت كما لو أن العامل قدم طوعًا. ومن الأمثلة على هذه الحالات بيتر ويليامسون ( 1730-1799). أشار المؤرخ ريتشارد هوفستادتر إلى ذلك بقوله: «بالرغم من الجهود التي بُذلت لتنظيم العبودية التعاقدية أوالتحقق من أنشطتها، وتقلص أهميتها في القرن الثامن عشر، يبقى صحيحًا أن جزءًا صغيرًا من السكان الاستعماريين البيض في أمريكا جلبوا بالقوة، وقدم جزء أكبر بكثير عبر أساليب الخداع والتضليل من جانب الأرواح (عملاء مجندين)».
جاء الكثير من المهاجرين البيض إلى أمريكا المستعمرة كخدم متعاقدين، شبان وشابات من بريطانيا أو ألمانيا تقل أعمارهم عن 21 عامًا. يوقع والد المراهق على الأوراق القانونية لنقل ابنه، وينسق الأمر مع قبطان سفينة، فلا يتقاضى القبطان أي أموال مقابل نقل الأب. ينقل القبطان العمال المتعاقدين إلى المستعمرات الأمريكية، ويبيع أوراقهم القانونية لمن هم بحاجة إلى العمال. عند انتهاء العقد، يحصل الشاب على ملابس جديدة ويمضي حرًا. ينشئ الكثير من هؤلاء المحررين مزارعهم الخاصة على الفور، ويستخدم آخرون مهاراتهم الجديدة للعمل بالتجارة. يصبح القليل من هؤلاء مقتدرًا بما يكفي للحصول على خدم يعملون لديه من خلال العقود.
نظرًا لارتفاع معدل الوفيات، فإن الكثير من الخدم لم يعيشوا حتى انتهاء مدة عقودهم. في القرن الثامن عشر وأوائل القرن التاسع عشر، سافر الكثير من الأوروبيين، معظمهم من خارج الجزر البريطانية، إلى المستعمرات ليكونوا «مخلّصين»، وهو شكل قاسٍ جدًا من التعاقد.
كان الخدم المتعاقدون فئة منفصلة عن المتدربين المُلزمين. هؤلاء المتدربون هم أطفال ولدوا في الولايات المتحدة، عادة أيتام أو من عائلة فقيرة غير قادرة على رعايتهم. كانوا تحت سلطة المحاكم وملزمين بالعمل كمتدربين حتى سن معينة. من المتدربين المشهورين بنيامين فرانكلين الذي فر بطريقة غير شرعية من التلمذة الصناعية إلى أخيه، وأندرو جونسون، الذي أصبح في ما بعد رئيسًا للولايات المتحدة.
استخدم جورج واشنطن الخدم بالسخرة. في أبريل 1775، عرض مكافأة لمن يعيد اثنين من الخدم البيض الهاربين.